# (72650) 2001 FP44
(72650) 2001 FP44 – planetoida z pasa głównego asteroid okrążająca Słońce w ciągu 3,53 lat w średniej odległości 2,32 j.a. Odkryta 18 marca 2001 roku.